# Toussaint Franchi
Toussaint Franchi (* 27. Mai 1893 in Ota, Korsika; † 12. Oktober 1968 in Marseille) war ein französischer Politiker. Von 1939 bis 1942 war er Abgeordneter der Nationalversammlung.

## Leben
Nach seinem Abitur am Lycée Thiers studierte Franchi zunächst Rechtswissenschaften, entschied sich dann aber für ein Medizinstudium. Er wurde sozialistischer Abgeordneter im Stadtrat von Marseille. Nachdem der Abgeordnete Henri Tasso von der Nationalversammlung 1939 in den Senat gewechselt war, wurde ein Sitz in der Nationalversammlung vakant. Franchi konnte diesen gewinnen. Er stimmte 1940 für das Ermächtigungsgesetz des Vichy-Regimes. Während der Befreiung Frankreichs unterstützte er den Widerstand und versorgte die Verwundeten. Dennoch wurde er aus der SFIO ausgeschlossen, weil er für das Ermächtigungsgesetz gestimmt hatte. 1950 wurde er wieder aufgenommen. Ab 1953 war er stellvertretender Bürgermeister Marseilles. Franchi starb 1968.